# ダーメン・スタン2600型巡視艇
ダーメン・スタン2600型は、オランダの造船会社ダーメン・グループが設計・建造する巡視艇向けの船体デザインである。
最初の1隻は香港警務処に納入された。
アメリカ沿岸警備隊のマリンプロテクター型沿岸警備艇もダーメン・スタン2600型である
。
75隻がボリンジャー造船所で建造され、沿岸警備隊に69隻、アメリカ海軍に2隻、マルタとイエメンに各2隻が納入された。
ベネズエラ海軍はダーメンの設計に基づいてベネズエラ国内で建造した艇を運用している。
2008年3月には、新造艇がニカラグア政府からの受注を目論んでニカラグアに送られた。
2011年11月には、エクアドル政府が沿岸警備隊向けに類似型である2606型の建造契約を結んでいる。
2012年1月にはキューバ政府とベネズエラ政府がダーメン・スタン2606型の建造について協力することで合意した。
これはベネズエラのプエルト・カベロにあるUCOCAR造船所で建造される予定である
2014年5月にはバハマも4隻発注している。
| 全長 | 26.5メートル (87 ft) |
| 速度 | 25-35 knots          |
| 乗員 | 8                    |

（訳注：船体設計のみのため。機関やその他装備は顧客要望に応じて取り付けられる）